# 奧凱恩 (阿肯色州)
奧凱恩（英語：O'Kean）是一個位於美國阿肯色州蘭道夫縣的城鎮。

## 地理
奧凱恩的座標為36°10′05″N 90°48′57″W / 36.16806°N 90.81583°W，而該地的平均海拔高度為74米（即276英尺）。

## 人口
根據2020年美國人口普查的數據，奧凱恩的面積為2.64平方千米，皆為陸地。當地共有人口192人，而人口密度為每平方千米72人。